# Kropenka

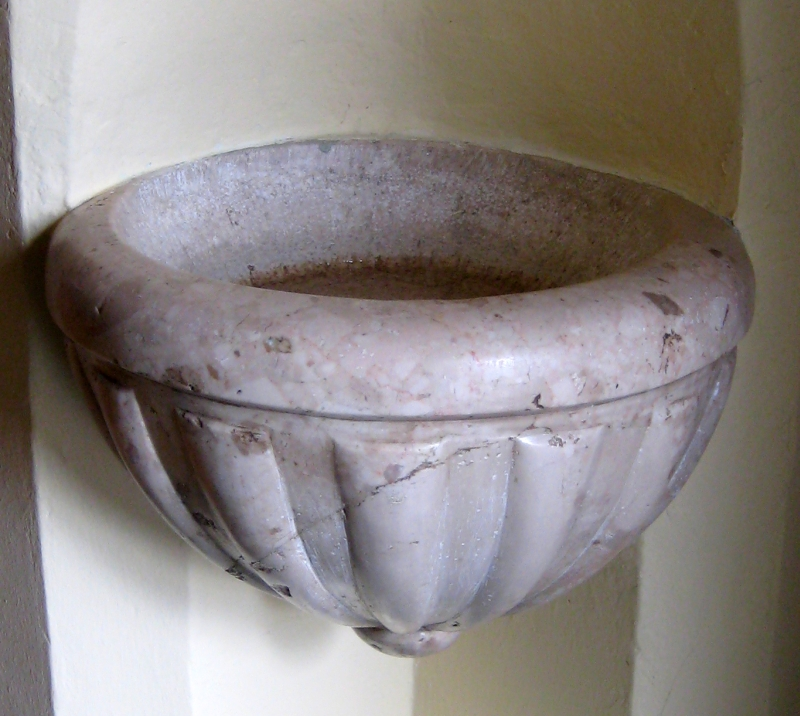
Kropenka v kostele sv. Kateřiny Alexandrijské v Selci (Chorvatsko)

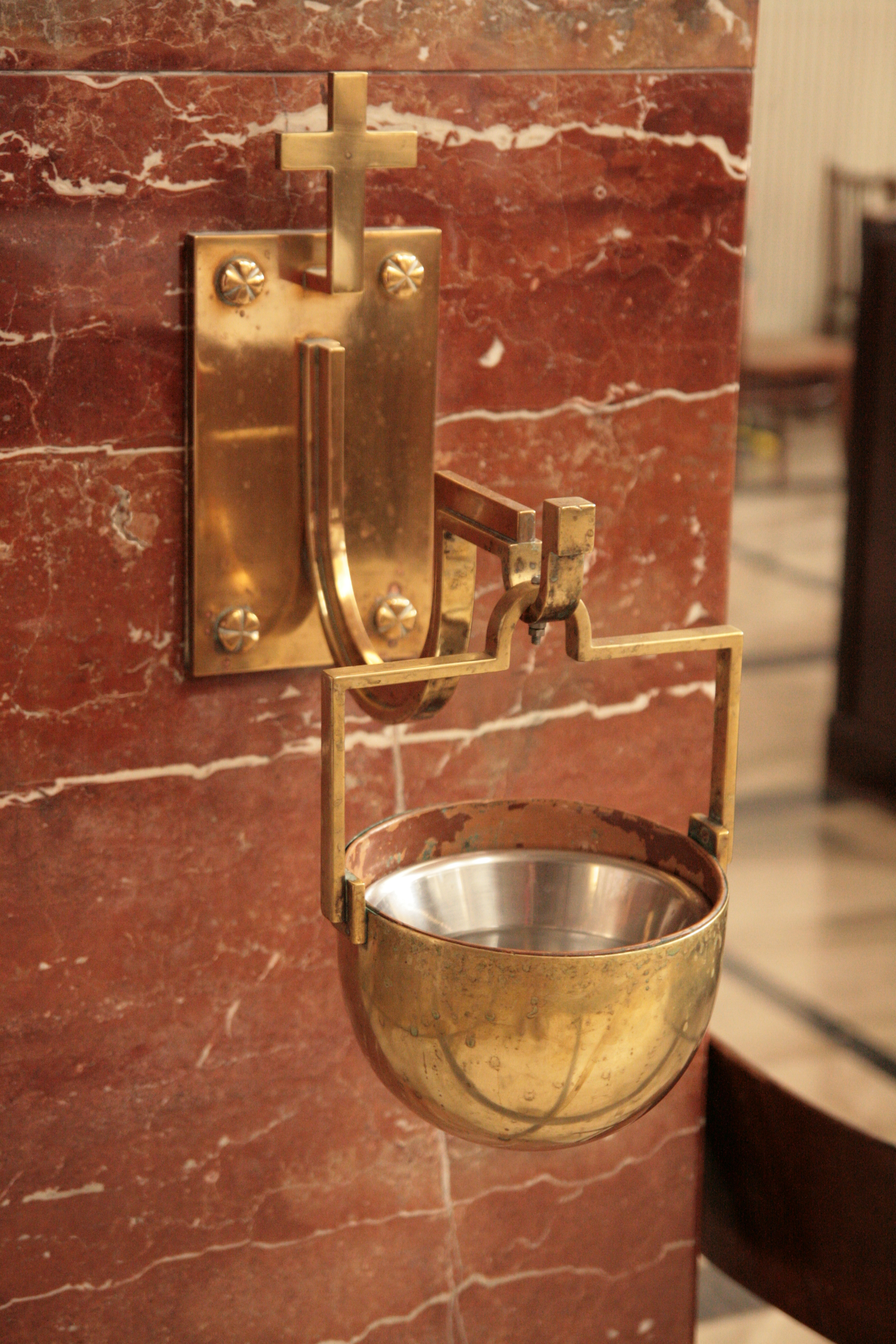
Brno, kostel svatého Augustina-kropenka

Kropenka je nádoba na svěcenou vodu, která má zpravidla tvar misky. Používá se v římskokatolické církvi a některých dalších církvích (ne však v řeckokatolické církvi ani v pravoslaví) a obvykle bývá umístěna při vstupu do kostela, aby si v ní věřící mohli namočit prsty před pokřižováním. Malé kropenky se někdy nacházejí také v soukromých domech.